# 欧阳海镇
欧阳海乡，是中华人民共和国湖南省郴州市桂阳县下辖的一个乡镇级行政单位。以欧阳海烈士命名。

## 行政区划
欧阳海乡下辖以下地区：
大窝村、周塘村、五里村、廖家村、三白村、下山村、坦溪村、沙溪村、禹门村、尹坪村、两湾村、大乘村、东山村、江口村、欧阳海村、神山下村、增沅村、四庄村和义和村。